# Giải FFCC cho phim tài liệu hay nhất
Giải FFCC cho phim tài liệu hay nhất là một trong các giải của FFCC dành cho phim tài liệu được bầu chọn là hay nhất. Giải này được lập từ năm 1997.

## Các phim đoạt giải

### Thập niên 1990
| Năm  | Phim                         | Đạo diễn     |
| ---- | ---------------------------- | ------------ |
| 1997 | Fast, Cheap & Out of Control | Errol Morris |
| 1999 | Buena Vista Social Club      | Wim Wenders  |

### Thập niên 2000
| Năm  | Phim                                 | Đạo diễn                       |
| ---- | ------------------------------------ | ------------------------------ |
| 2000 | The Life and Times of Hank Greenberg | Aviva Kempner                  |
| 2001 | Startup.com                          | Chris Hegedus & Jehane Noujaim |
| 2002 | Bowling for Columbine                | Michael Moore                  |
| 2003 | Capturing the Friedmans              | Andrew Jarecki                 |
| 2004 | Fahrenheit 9/11                      | Michael Moore                  |
| 2005 | Grizzly Man                          | Werner Herzog                  |
| 2006 | An Inconvenient Truth                | Davis Guggenheim               |
| 2007 | No End in Sight                      | Charles Ferguson               |
| 2008 | Man on Wire                          | James Marsh                    |

Bản mẫu:FFCC Awards Chron